# Torre Glòries
Torre Glòries (Tháp Glòries) là một tòa nhà chọc trời ở Quảng trường Glòries Catalanes thuộc thành phố Barcelona, Tây Ban Nha. Đây là công trình do kiến trúc sư nổi tiếng người Pháp Jean Nouvel thiết kế và được thi công bởi công ty Grupo ACS. Công trình được xây dựng xong tháng 6 năm 2005 và nó chính thức khánh thành ngày 16 tháng 9 năm 2005 trong một buổi lễ do đích thân đức vua Juan Carlos 1 chủ trì.

## Kiến trúc
Theo kiến trúc sư Nouvel, hình dáng của Torre Agbar được lấy cảm hứng từ các ngọn núi của dãy Montserrat bao quanh Barcelona và hình dáng của một mạch nước phun lên không trung (tên Agbar được lấy từ Grupo Agbar, công ty nước của Barcelona). Trong một cuộc phỏng vấn, Nouvel thừa nhận là tòa nhà có hình dáng giống dương vật. Vì hình dáng đặc biệt của mình mà tòa nhà có biệt hiệu là "l'obús" (con nhộng). Torre Agbar có diện tích sàn 30.000 m², 38 tầng lầu (4 tầng ngầm) với chiều cao tổng cộng 144,44 m. Tòa nhà là sự tổng hợp của một cấu trúc bằng bê tông cốt thép được bao phủ bởi mặt ngoài bằng kính và trên 4.500 cửa sổ. Đây là tòa nhà cao thứ ba của thành phố Barcelona sau Khách sạn Arts và Torre Mapfre (đều cao 154 m).
Điểm độc đáo nhất của Torre Agbar là hệ thống chiếu sáng buổi tối bao gồm 4.500 đèn LED cho phép chiếu sáng với nhiều hình thù khác nhau. Tòa nhà còn có hệ thống cảm ứng nhiệt cho phép thay đổi sự đóng mở của các tấm kính, qua đó tiết kiệm được năng lượng sử dụng cho hệ thống điều hòa.

## Hình ảnh

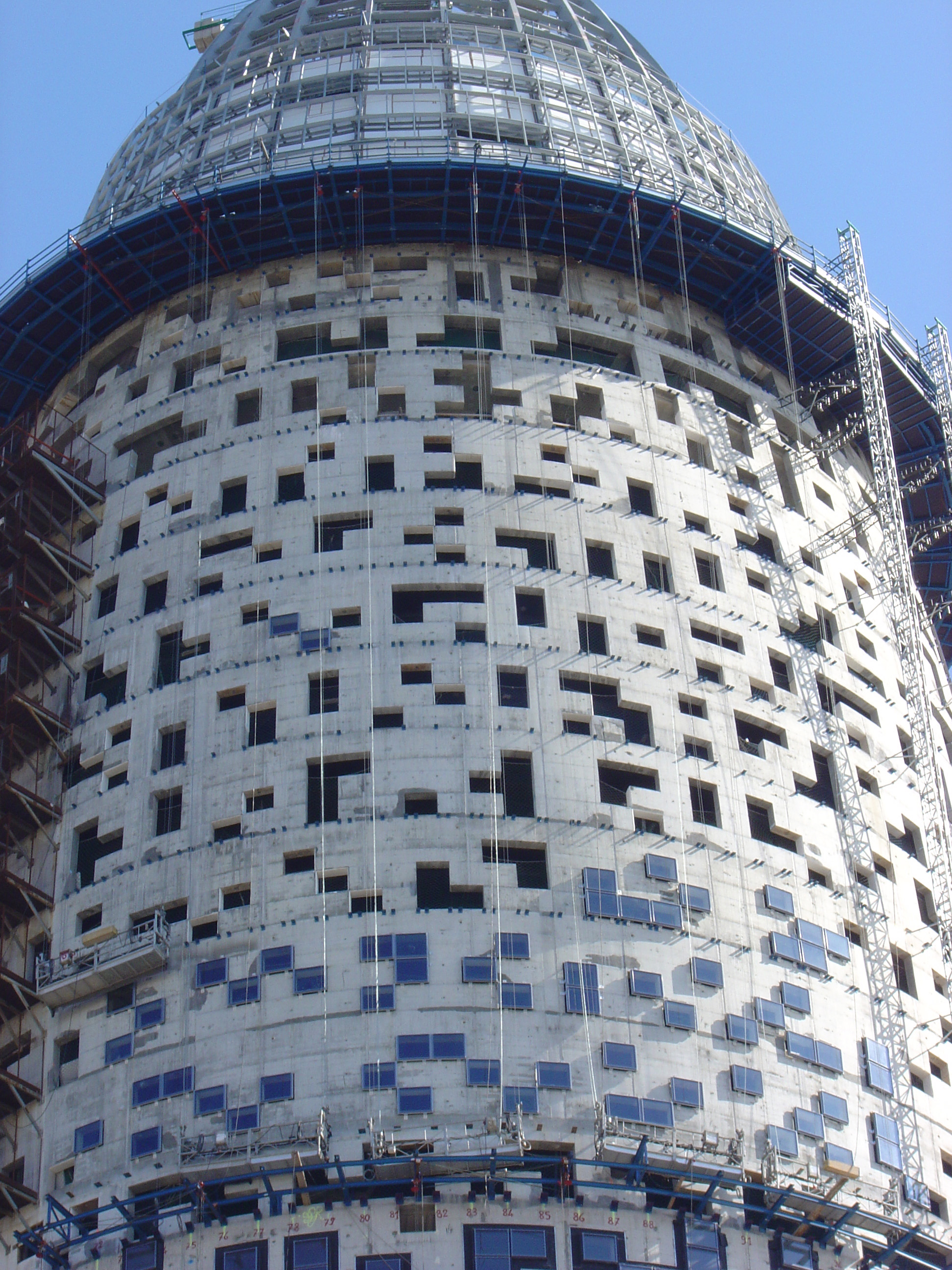
Chi tiết mặt ngoài của tháp trong quá trình xây dựng
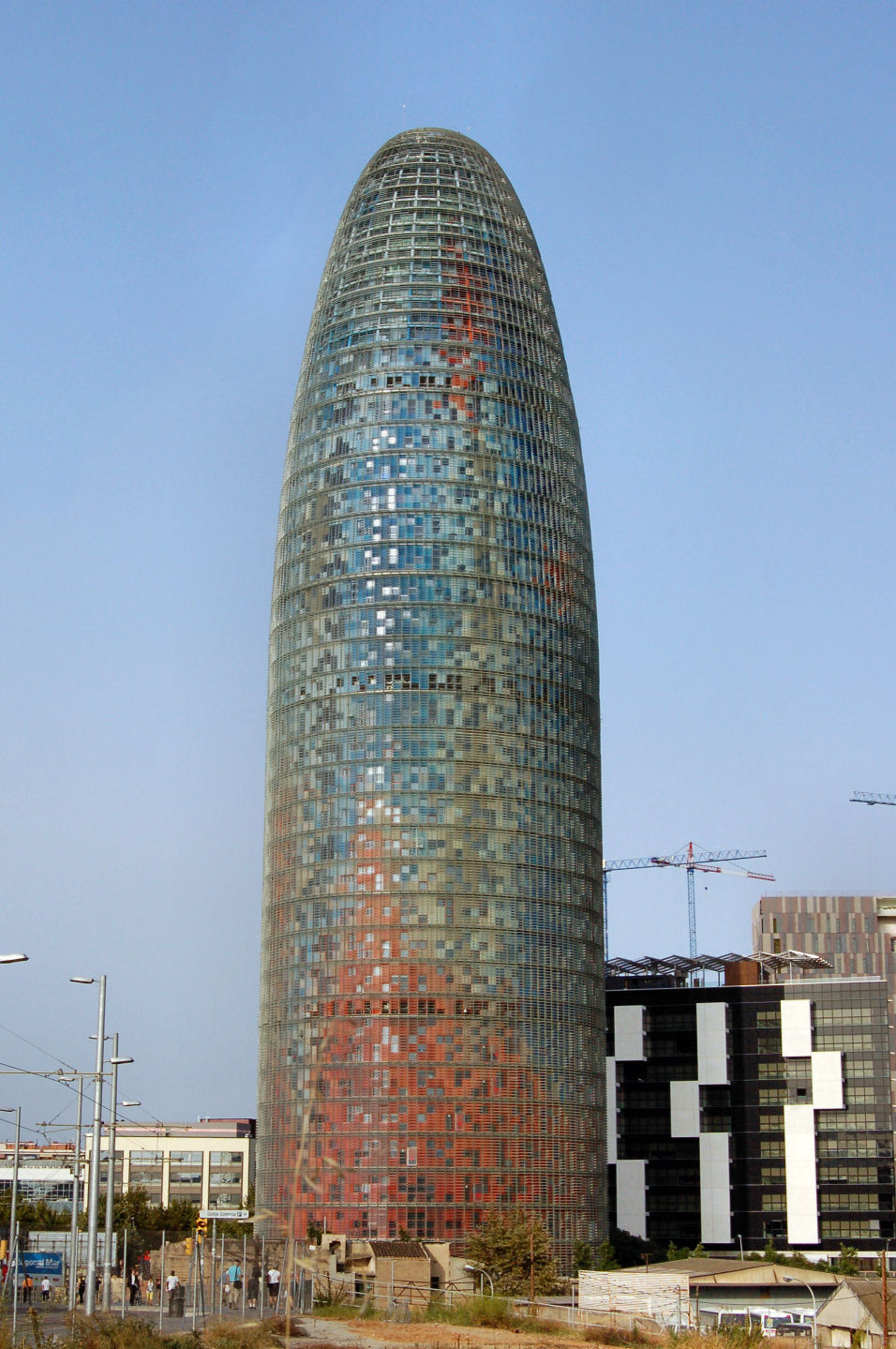
Torre Agbar, ngày 12 tháng 9 năm 2007
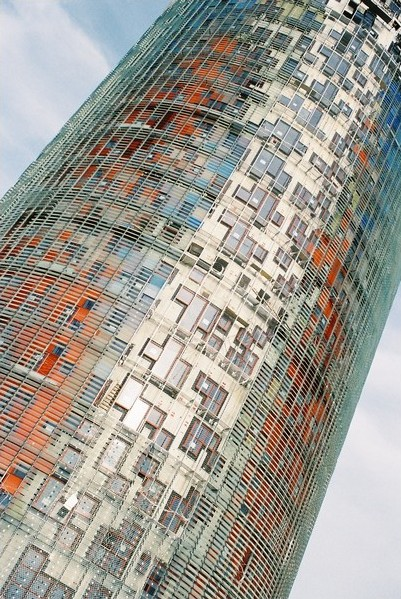
Chi tiết Torre Agbar
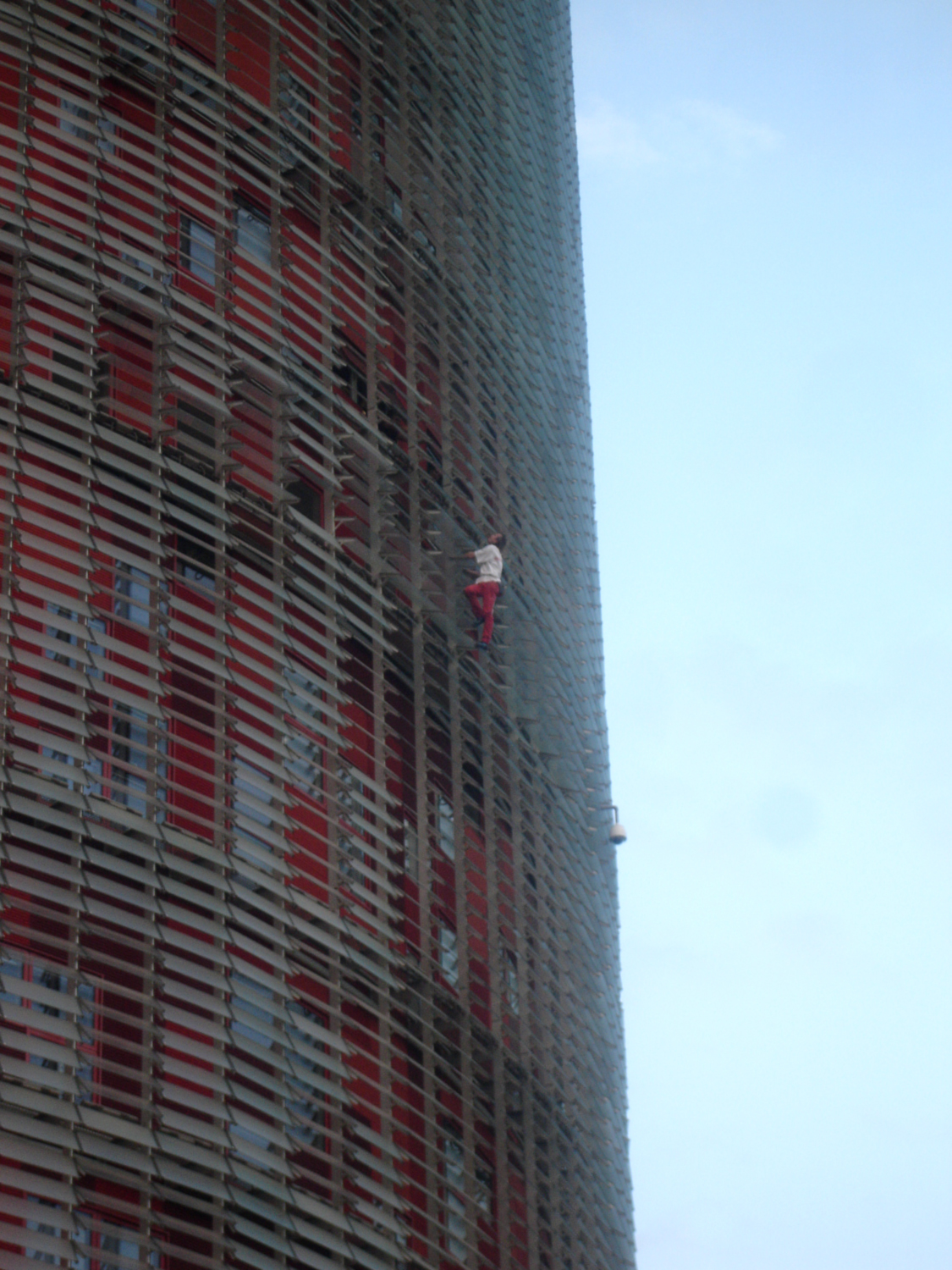
Alain Robert đang leo Torre Agbar ngày 9 tháng 10 năm 2007
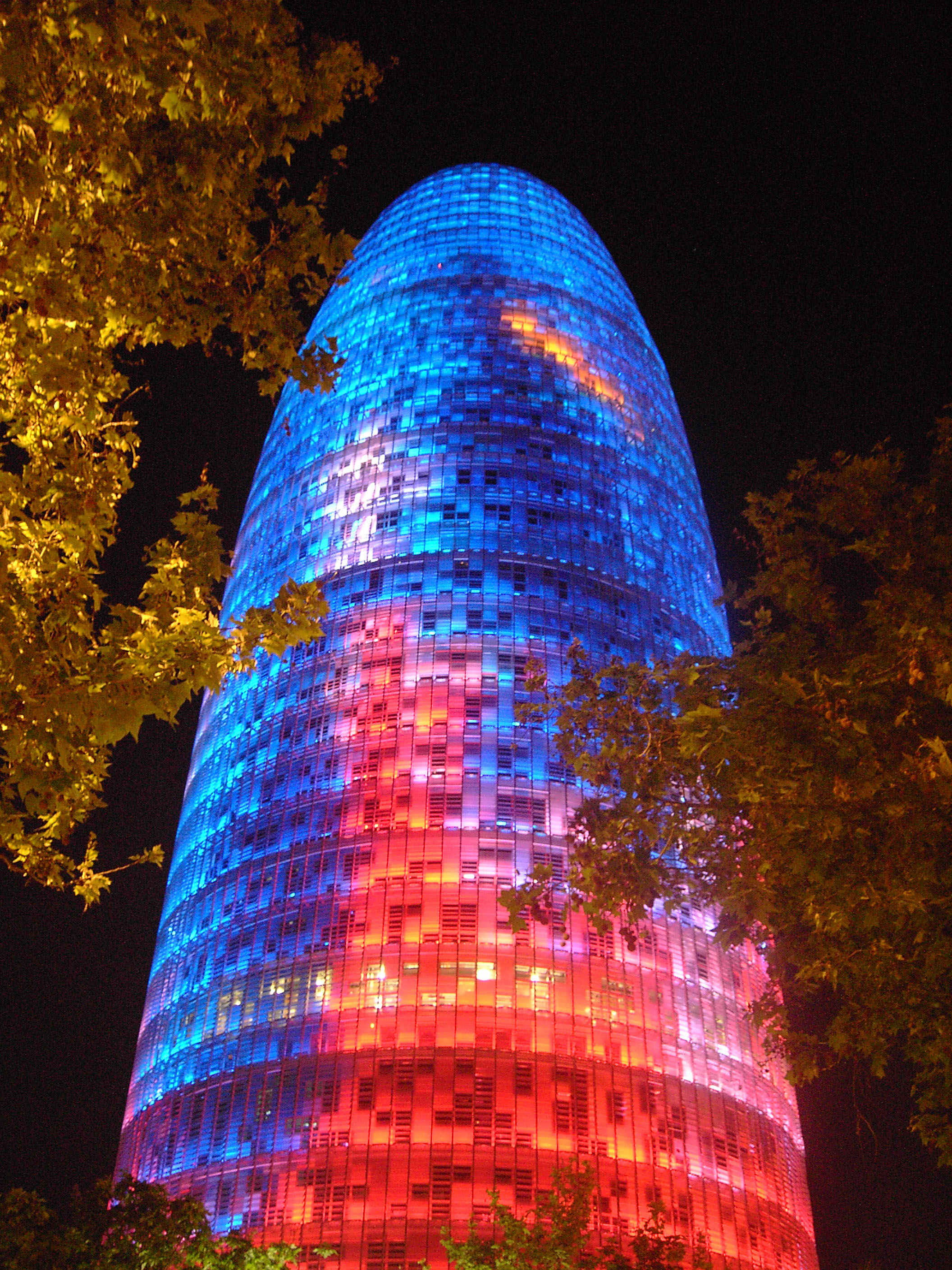
Torre Agbar buổi đêm
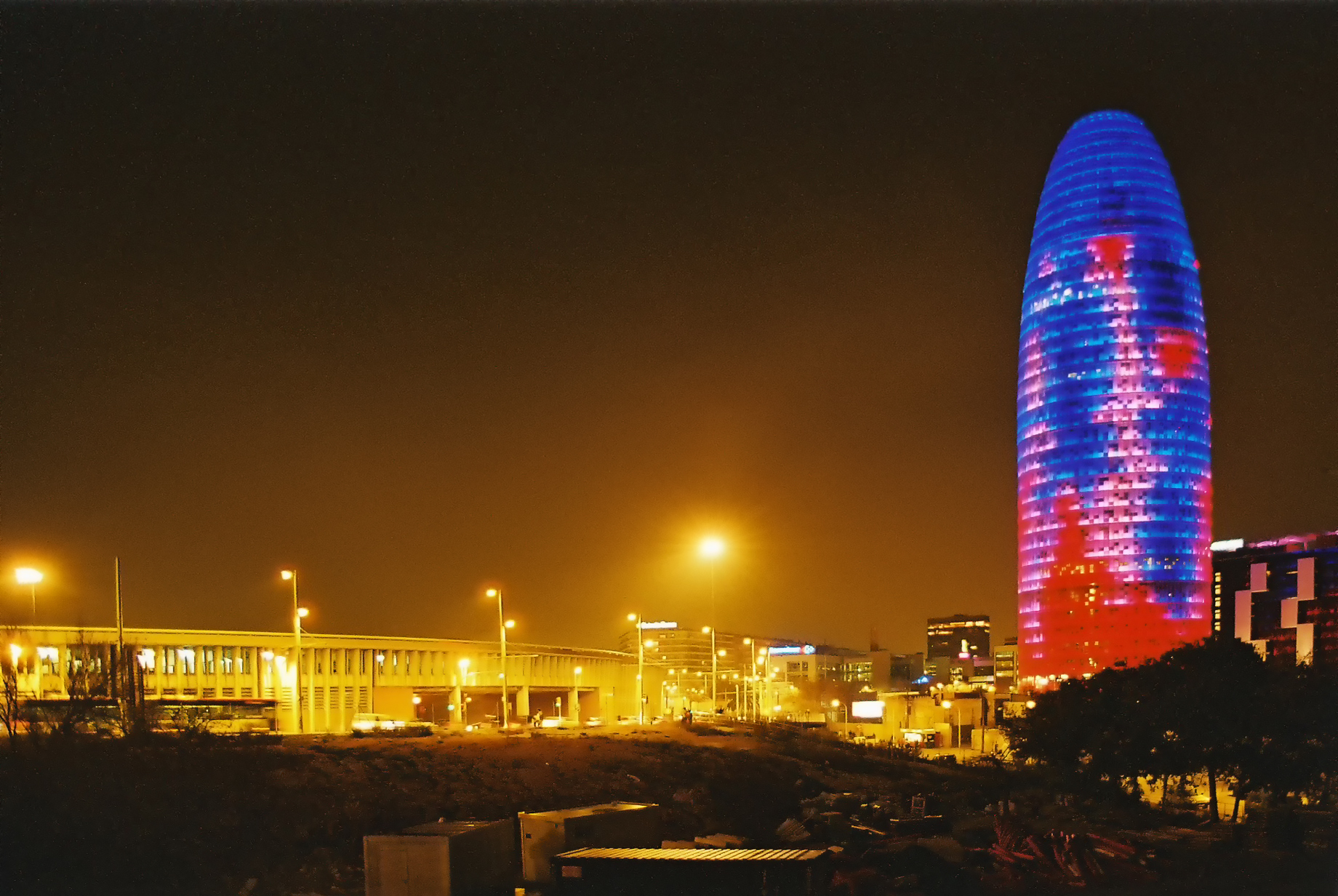
Toàn cảnh Torre Agbar buổi đêm